# 야마구치촌 (시마네현)
야마구치촌(山口村)은 일본 시마네현 히카와군에 설치되었던 촌이다. 현재의 이즈모시, 오다시의 일부에 해당한다.